# L'Art d'aimer
Pour les articles homonymes, voir L'Art d'aimer (homonymie).

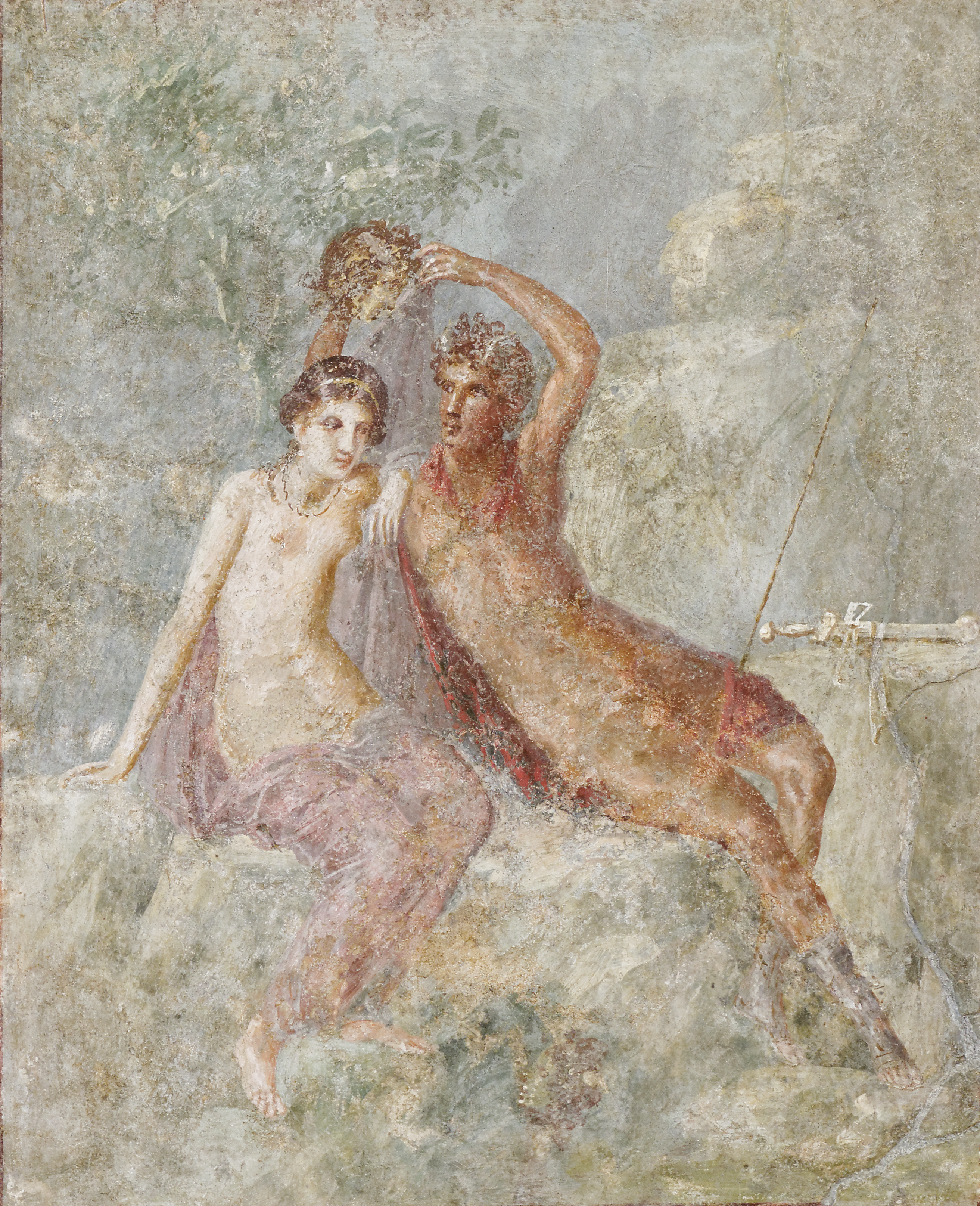
Persée et Andromède. Ier siècle de notre ère. Pompéi. Fresque, H. 57 cm. Musée archéologique national de Naples

L'Art d'aimer (Ars amatoria en latin) est une œuvre en vers du poète latin Ovide parue autour de l'an 1. Elle se veut une initiation à l'art de l'amour et surtout de la séduction, le mot latin amare signifiant d'abord être l'amant ou la maîtresse de quelqu'un. 
Comme le De rerum natura ou les Géorgiques, L'Art d'aimer affirme sa dimension didactique, mais le souci poétique matérialisé par le travail du distique élégiaque et le recours massif à la mythologie est évident. 
Avec le Kama-Sutra, Le Banquet, le Satyricon, ou encore La Prairie parfumée, L'Art d'aimer est l'un des textes érotiques les plus connus au monde.

## Plan de l'ouvrage
L'ouvrage est divisé en trois Livres.
Le premier enseigne aux hommes à séduire les femmes. Après un préambule qui présente ce manuel du séducteur, Ovide décrit plaisamment des techniques d'approche qui n'ont guère vieilli : où trouver les belles filles à Rome, engager la conversation, aux courses de l'hippodrome soutenir ses favoris, multiplier les petits gestes attentionnés, gagner la confiance de sa servante ; aux cadeaux, préférer les nombreuses promesses, c'est moins coûteux, et les billets doux ; suivre la belle sans avoir l'air de la pister ; comment se comporter lors des festins, et voler les premiers baisers et une première étreinte.
Le deuxième Livre apprend à transformer sa conquête en amour durable : la fréquenter assidûment, user de mots tendres et agréables, être attentionné, ponctuel et zélé, approuver ses goûts, gagner la complaisance de ses servantes et ses esclaves. Tolérer sans jalousie quelques rivaux et fermer les yeux sur les petites infidélités de la belle, tout en cachant celles que l'on commet, quitte à les nier si elles sont découvertes. Rester humble et patient en cas de refroidissement des relations. Et surtout, être un amant attentif au plaisir de sa partenaire.
Le dernier Livre s'adresse aux femmes, et prodigue les conseils pour séduire et conserver la relation : coiffure, habillement, maquillage, attitudes et jeux d'ombre qui mettent en valeur, y compris pendant l'acte amoureux.

## Thèmes de l'ouvrage
Ovide innove sur le thème amoureux par rapport à ses prédécesseurs : Catulle, Tibulle, Properce décrivaient leur passion pour une amante réelle ou imaginaire. Ovide quitte le style personnel pour un registre qu'il veut universel, et se pose en conseiller sur les techniques de séduction du beau sexe. Il garde une apparence de conformité à la bienséance en excluant les épouses, moralement intouchables, néglige les filles publiques d'une seule passe et ne s'intéresse qu'à la fréquentation assidue des courtisanes, femmes libres, disponibles et nombreuses, partout présentes sur les promenades publiques, les places, à l'ombre des portiques et même sur le forum, lieu de la vertu civique, respectable par excellence,.
L'image du couple qu'Ovide présente est très éloignée de l'ancienne morale traditionnelle et reflète l'évolution des mentalités de la fin de la période républicaine : la femme n'est plus l'épouse soumise par les lois, respectueuse de son mari et jalousement protégée, la mère de famille (matrona), la maîtresse des serviteurs de la maison (domina). Ovide présente une société qui fonctionne à rebours de ces traditions ancestrales ; dans le Livre II, l'homme devient esclave de sa compagne par recherche d'un plaisir nécessairement partagé et de l'amour durable, car il n'a plus l'avantage des lois. Selon Pierre Grimal, « cette liberté créait les conditions d'une expérience amoureuse « à l'état pur ». Dangereuse pour la vie sociale, pour l'avenir même de Rome, destructrice de la famille et même de la personne, elle permettait au sentiment amoureux de prendre conscience de lui-même et d'accéder à des raffinements nouveaux. ».

## Portée et interprétations
Pour bien saisir la visée, la portée effective et l'influence de L'Art d'aimer, il est important de replacer rapidement l'œuvre dans son contexte de réception. Ovide écrit sous l'Empire, sous le règne d'Auguste essentiellement. Il appartient en outre au cercle de Mécène, mais reste beaucoup plus indépendant du pouvoir, à la différence de ses contemporains comme Virgile. Il est effectivement l'initiateur avec d'autres d'une évolution dans les thèmes abordés en poésie : il compte parmi ces poètes qui se désengagent de la vie politique, publique, et des problèmes qu'elle engendre, comme en réaction à toute la période de trouble qui a précédé l'établissement du pouvoir d'Auguste (trouble et chute de la République, guerre civile). 
Le thème de l'amour est un des thèmes favoris d'Ovide, associé à celui de la nature (le refuge à la peine de cœur, que l'on retrouve tout au long de son œuvre, dans les Héroïdes - genre nouveau justement inventé par Ovide - par exemple). Mais Ovide, bien sûr, n'est pas le premier à traiter le sujet et la composition du texte peut bénéficier des apports de plusieurs ouvrages importants en la matière[évasif] : le Banquet de Platon, la poésie élégiaque et érotique de Catulle notamment. 

### Ouvrage didactique
On ne peut nier l'apparence didactique du texte d'Ovide, qui apparaît dès le titre, par le mot latin ars « la façon, la manière, l'artifice » : Ovide cherche à s'inscrire dans la tradition des grandes œuvres didactiques, en premier lieu les Géorgiques de Virgile, et le poème De rerum natura de Lucrèce. En apparence, l'auteur donne en effet, au fil du texte, une série de conseils aux amants pour réussir en amour (ou au moins dans le jeu de la séduction).

### Parodie
Il est cependant évident que l'ouvrage n'est pas sérieux, et Ovide reste effectivement détaché du contenu de son texte, dans lequel la satire (caricature des mœurs) et l'ironie sont très souvent présentes. En effet, on peut déjà, avant même la lecture, s'intriguer du titre de l'ouvrage : n'est-il pas vain de vouloir apprendre à aimer, comme si l'amour était une technique à acquérir pour le Romain ? C'est ce qui ressort de la même façon de la volonté certes originale, mais surtout étonnante (et stérile) de traiter le sujet de façon globale, universelle, en prenant un ton souvent généralisant et gnomique. En liant deux domaines traditionnellement opposés, le sentimental et le didactique, Ovide ne cache pas un certain humour, auquel étaient aussi sensibles les Romains. Ce même déséquilibre est encore traduit par l'utilisation du vers élégiaque, caractéristique d'une poésie plus subjective, pour un texte qui se veut pédagogique. Tous ces éléments concordent pour affirmer qu'Ovide ne prenait pas au pied de la lettre son manuel, et qu'il constituait aussi un divertissement pour l'ensemble de l'aristocratie romaine. 
De fait, couramment, on retrouve des anecdotes, de courts récits décousus et enchâssés dans la trame principale, qui sont essentiellement des scènes de comédie : il s'agit de récits très brefs, à la structure narrative désorganisée, faisant peu de cas du temps (se contentant par exemple d'un récit au plus-que-parfait, lorsqu'il s'agit de digressions mythologiques notamment ; on trouve aussi des énoncés construits essentiellement dans un futur à valeur prospective, insistant sur la spontanéité, l'incongruité de certains passages). On pourrait même parler de comédie au sens théâtral du terme, dans la mesure où il est possible d'établir un intertexte entre l'œuvre d'Ovide et celles d'auteurs de théâtres comme Plaute : on retrouve les mêmes personnages types, rapidement ébauchés, comme la meretrix ou le servus curens, qui peut être assimilé à l'Homme soumis à sa maîtresse.

### Une œuvre subversive

#### Ce qui pouvait déplaire à Auguste
Ovide fut exilé à Tomis sur les bords de la mer Noire par Auguste, pour des raisons exactes assez mal déterminées. On affirme parfois que son ouvrage est à l'origine du bannissement de son auteur, par son amoralisme latent à l’époque où Auguste sévissait contre les débordements amoureux de sa propre fille Julie, puis de sa petite-fille Julie, et se montrait attaché à un nouvel ordre moral. Plus généralement, par ses encouragements à l'amour libre, L'Art d'aimer bafouait les lois contre l'adultère que venait de promulguer Auguste.
Dans le même ordre d'idées, on peut montrer que l'utilisation qu'Ovide fait de la mythologie gréco-latine, à travers de nombreuses digressions et allusions parcourant l'ouvrage, a pu lui être reprochée : en effet, Ovide utilise ces passages soit, quoique plus rarement finalement, comme des arguments d'autorité par lesquels il exemplifie ou illustre son propos (par des références à un fonds culturel commun connu de l'immense majorité des Romains, car il se concentre sur des récits très célèbres), soit il les utilise comme de simples pauses dans son récit, les remaniant à sa façon, mêlant des tonalités variées (on le voit lorsqu'il relate l'épisode de Pasiphaé) : Ovide n'hésite pas à se moquer, à faire rire, à s'apitoyer, et à critiquer parfois certains héros mythologiques. Ce qui ne pose de problème ni à Ovide, ni à la majorité des Romains, qui ne croient plus à la mythologie, et la considèrent comme un simple héritage culturel qu'il faut honorer par respect pour les ancêtres. Mais cette démarche vient se heurter à la politique d'Auguste qui cherche à réhabiliter les anciennes traditions au cours de son règne.
Toutefois un autre rapprochement est envisageable : un passage de L’Art d’aimer est consacré à la description d’un hypothétique triomphe sur les Parthes de Caïus César, petit-fils d’Auguste. Lorsqu’on sait qu’Auguste prépara une expédition en Orient, et que ce petit-fils périt en l'an 4 des suites d’une blessure lors des préparatifs, les vers ironiques d’Ovide anticipant ce triomphe avorté devaient prendre une tournure rétrospectivement cruelle.

#### Un regard novateur sur l'Homme
Ce qui est intéressant dans L'Art d'aimer, au-delà de son contenu objectif, réside dans le regard qu'il porte sur l'Homme : alors que la société romaine reconnaît des rôles relativement stricts à chacun, et dissocie systématiquement homme et femme, Ovide réaffirme dans son texte la liberté des individus sans distinction de sexe. Pour Ovide, l'amour apparaît comme une valeur fondamentale, et il dépend de l'homme comme de la femme de le susciter et le conserver. C'est pourquoi Ovide prodigue à la fois ses conseils à l'homme (livres I et II), et à la femme (livre III), dans le but de leur fournir les armes nécessaires pour participer au jeu de la séduction. Ainsi, les conseils qu'Ovide se permet de donner à l'un des sexes, on les trouve expliqués à l'autre sexe, qui a alors la possibilité de les contrecarrer. C'est donc au plus talentueux de séduire l'autre. En cela le texte est subversif, presque au sens étymologique, puisqu'il propose un renversement des rapports entre les individus. On voit notamment à plusieurs reprises l'homme soumis à la volonté de sa maîtresse, lui obéissant avec une ferveur presque masochiste. Il est cependant à noter que même lorsqu'il obéit docilement à la volonté de son amante, l'homme doit toujours faire preuve d'activité, de dynamisme - qui est le signe le plus caractéristique de la virilité à Rome - : l'homme est présenté comme un soldat, un défenseur de l'amour, et il retrouve en cela sa place d'homme libre, qui est étroitement liée à l'engagement militaire chez les Romains. Le texte d'Ovide a d'ailleurs fondé de nombreuses métaphores liant amour et guerre, qui nous paraissent si communes aujourd'hui.
Ainsi, l'Homme est au centre de la pensée d'Ovide, et il est libre. C'est pour cette raison aussi que lorsqu'Ovide mentionne certains épisodes mythologiques, les héros et les dieux se trouvent projetés sur le même plan que l'Homme, avec des attributs, des caractères, des comportements véritablement anthropomorphiques. On retrouvera cette idée à travers les œuvres ultérieures d'Ovide, les Métamorphoses en premier lieu.

## Remarque et exposition été 2018
- "L'art d'aimer" est également un poème en 3 chants écrit en 1775 par Pierre-Joseph Bernard, dit Gentil-Bernard.
- Une petite exposition : L’art d’aimer : manuel de séduction antique à l’usage des contemporains, au musée Lugdunum, à Lyon, du 1er juin au 2 septembre 2018.